# Illuyanka
Illuyanka es el nombre dado en la mitología hitita a un monstruo en forma de dragón, que fue muerto por Teshub, dios del cielo y de la tormenta.
Se conoce por tablillas cuneiformes hititas encontradas en Çorum-Boğazköy, la antigua capital Hattusa, en un ritual de la fiesta de la primavera o Puruli.

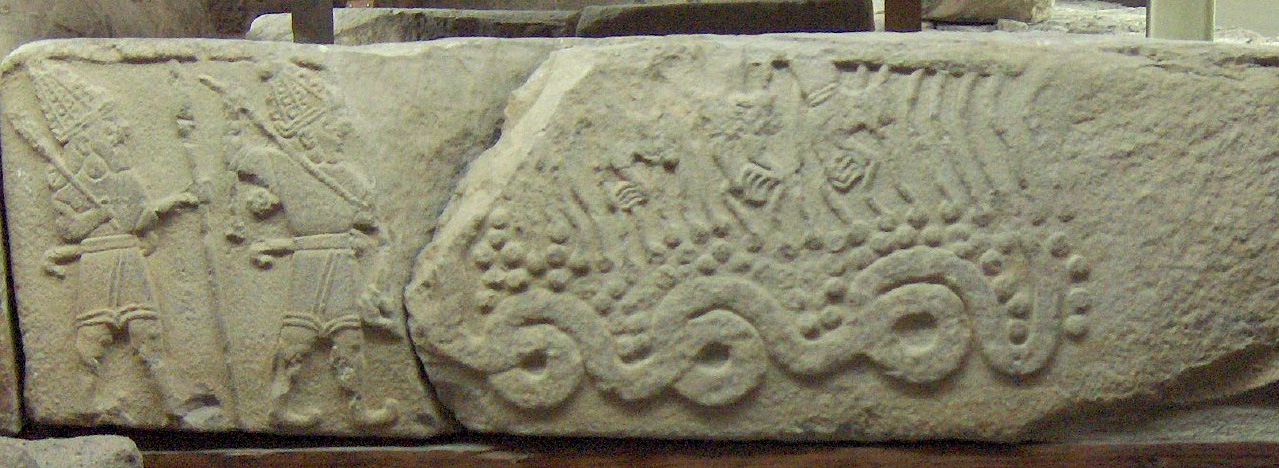
El dios del cielo Teshub mata al dragón Illuyankas. Detrás de él, su hijo Sarruma
Museo de las Civilizaciones de Anatolia, Ankara.

Existen dos versiones de la leyenda:
- En la primera versión, en la lucha entre los dos dioses Illuyanka vence, y Teshub va a la diosa Inaras para pedirle consejo. Siguiendo este, promete amor a una mortal llamada Hupasiyas a cambio de su ayuda, ella idea una trampa para el dragón y va a él con grandes cantidades de alimentos y bebida, consiguiendo que beba hasta hartarse. Una vez borracho, Hupasiyas ata al dragón y el dios del cielo Teshub aparece con los otros dioses y le mata.
- En la segunda versión, después de la lucha Illuyanka arranca a Teshub los ojos y el corazón. Para vengarse del dragón, el dios del cielo se casa con la semidiosa Hebat, hija de un mortal llamado Arm. Tienen un hijo, Sarruma, que cuando es adulto se casa con la hija de Illuyanka. El dios Teshub encarga a su hijo que pida los ojos y el corazón como regalo de bodas, y éste lo hace. Con ojos y corazón restaurados, Teshub se enfrenta a Illuyanka una vez más. Cuando está a punto de vencer al dragón, Sarruma se entera de la batalla y se da cuenta de que ha sido utilizado para este propósito. Exige que su padre le quite la vida junto con Illuyanka, así que Teshub mata a ambos por medio de una tormenta de lluvia y relámpagos. Esta versión se ha encontrado en un relieve de Malatya (datado entre 1050 y 850 a. C.) que se conserva en el Museo de las Civilizaciones de Anatolia en Ankara (Turquía).